# Hugues Wanner
Hugues Wanner, nom de scène de Gustave Wanner, est un acteur suisse né le 19 octobre 1907 à Lausanne où il est mort le 29 octobre 1993.

## Biographie
Entre 1944 et 1945, il joue dans trois pièces  de Jacques Aeschlimann à Lausanne : La Fournaise, L'indignation de Martin Brûlé et L'Expérience du Docteur Koerner.

## Filmographie partielle
- 1938 : S.O.S. Sahara, de Jacques de Baroncelli
- 1938 : Adrienne Lecouvreur de Marcel L'Herbier
- 1940 : L'Héritier des Mondésir d'Albert Valentin
- 1953 : L'Esclave d'Yves Ciampi
- 1953 : Le Guérisseur d'Yves Ciampi
- 1956 : Mémoires d'un flic de Pierre Foucaud
- 1956 : La Traversée de Paris de Claude Autant-Lara
- 1957 : En votre âme et conscience, épisode : L'Affaire Lafarge de Jean Prat
- 1960 : Vers l'extase de René Wheeler
- 1963 : L'Aîné des Ferchaux de Jean-Pierre Melville
- 1964 : Fantomas d'André Hunebelle
- 1969 : La Nuit du lendemain d’Hubert Cornfield et Richard Boone